# Din nou de la capăt
Din nou de la capăt este un film românesc din 1980 regizat de Florica Holban.